# Lijst van holenspinnen
De lijst van holenspinnen bevat alle wetenschappelijk beschreven soorten uit de familie van holenspinnen (Nesticidae).

## Aituaria
Aituaria Esyunin & Efimik, 1998
- Aituaria nataliae Esyunin & Efimik, 1998
- Aituaria pontica (Spassky, 1932)

## Canarionesticus
Canarionesticus Wunderlich, 1992
- Canarionesticus quadridentatus Wunderlich, 1992

## Carpathonesticus
Carpathonesticus Lehtinen & Saaristo, 1980
- Carpathonesticus avrigensis Weiss & Heimer, 1982
- Carpathonesticus biroi (Kulczyński, 1895)
- Carpathonesticus birsteini (Charitonov, 1947)
- Carpathonesticus borutzkyi (Reimoser, 1930)
- Carpathonesticus caucasicus (Charitonov, 1947)
- Carpathonesticus cibiniensis (Weiss, 1981)
- Carpathonesticus eriashvilii Marusik, 1987
- Carpathonesticus fodinarum (Kulczyński, 1894)
- Carpathonesticus galotshkai Evtushenko, 1993
- Carpathonesticus hungaricus (Chyzer, 1894)
- Carpathonesticus ljovuschkini (Pichka, 1965)
- Carpathonesticus lotriensis Weiss, 1983
- Carpathonesticus mamajevae Marusik, 1987
- Carpathonesticus menozzii (Caporiacco, 1934)
- Carpathonesticus paraavrigensis Weiss & Heimer, 1982
- Carpathonesticus parvus (Kulczyński, 1914)
- Carpathonesticus puteorum (Kulczyński, 1894)
- Carpathonesticus racovitzai (Dumitrescu, 1980)
- Carpathonesticus simoni (Fage, 1931)
- Carpathonesticus spelaeus (Szombathy, 1917)
- Carpathonesticus zaitzevi (Charitonov, 1939)

## Cyclocarcina
Cyclocarcina Komatsu, 1942
- Cyclocarcina floronoides Komatsu, 1942
  - Cyclocarcina floronoides komatsui Yaginuma, 1979
  - Cyclocarcina floronoides notoi Yaginuma, 1979
  - Cyclocarcina floronoides tatoro Yaginuma, 1979
- Cyclocarcina linyphoides (Komatsu, 1960)

## Eidmannella
Eidmannella Roewer, 1935
- Eidmannella bullata Gertsch, 1984
- Eidmannella delicata Gertsch, 1984
- Eidmannella nasuta Gertsch, 1984
- Eidmannella pachona Gertsch, 1984
- Eidmannella pallida (Emerton, 1875)
- Eidmannella reclusa Gertsch, 1984
- Eidmannella rostrata Gertsch, 1984
- Eidmannella tuckeri Cokendolpher & Reddell, 2001

## Gaucelmus
Gaucelmus Keyserling, 1884
- Gaucelmus augustinus Keyserling, 1884
- Gaucelmus calidus Gertsch, 1971
- Gaucelmus cavernicola (Petrunkevitch, 1910)
- Gaucelmus pygmaeus Gertsch, 1984
- Gaucelmus strinatii Brignoli, 1979
- Gaucelmus tropicus Gertsch, 1984

## Nesticella
Nesticella Lehtinen & Saaristo, 1980
- Nesticella aelleni (Brignoli, 1972)
- Nesticella africana (Hubert, 1970)
- Nesticella benoiti (Hubert, 1970)
- Nesticella brevipes (Yaginuma, 1970)
- Nesticella buicongchieni (Lehtinen & Saaristo, 1980)
- Nesticella chillagoensis Wunderlich, 1995
- Nesticella connectens Wunderlich, 1995
- Nesticella ducke Rodrigues & Buckup, 2007
- Nesticella helenensis (Hubert, 1977)
- Nesticella inthanoni (Lehtinen & Saaristo, 1980)
- Nesticella kerzhneri (Marusik, 1987)
- Nesticella machadoi (Hubert, 1971)
- Nesticella marapu Benjamin, 2004
- Nesticella mogera (Yaginuma, 1972)
- Nesticella murici Rodrigues & Buckup, 2007
- Nesticella nepalensis (Hubert, 1973)
- Nesticella odonta (Chen, 1984)
- Nesticella okinawaensis (Yaginuma, 1979)
- Nesticella proszynskii (Lehtinen & Saaristo, 1980)
- Nesticella quelpartensis (Paik & Namkung, 1969)
- Nesticella renata (Bourne, 1980)
- Nesticella robinsoni Lehtinen & Saaristo, 1980
- Nesticella sechellana (Simon, 1898)
- Nesticella sogi Lehtinen & Saaristo, 1980
- Nesticella songi Chen & Zhu, 2004
- Nesticella taiwan Tso & Yoshida, 2000
- Nesticella taurama Lehtinen & Saaristo, 1980
- Nesticella utuensis (Bourne, 1980)
- Nesticella yui Wunderlich & Song, 1995

## Nesticus
Nesticus Thorell, 1869
- Nesticus abukumanus Yaginuma, 1979
- Nesticus afghanus Roewer, 1962
- Nesticus akamai Yaginuma, 1979
- Nesticus akiensis Yaginuma, 1979
- Nesticus akiyoshiensis (Uyemura, 1941)
  - Nesticus akiyoshiensis ofuku Yaginuma, 1977
- Nesticus ambiguus Denis, 1950
- Nesticus anagamianus Yaginuma, 1976
- Nesticus antillanus Bryant, 1940
- Nesticus archeri Gertsch, 1984
- Nesticus arenstorffi Kulczyński, 1914
- Nesticus arganoi Brignoli, 1972
- Nesticus asuwanus Nishikawa, 1986
- Nesticus balacescui Dumitrescu, 1979
- Nesticus barri Gertsch, 1984
- Nesticus barrowsi Gertsch, 1984
- Nesticus beroni Deltshev, 1977
- Nesticus beshkovi Deltshev, 1979
- Nesticus bishopi Gertsch, 1984
- Nesticus brasiliensis Brignoli, 1979
- Nesticus breviscapus Yaginuma, 1979
- Nesticus brignolii Ott & Lise, 2002
- Nesticus brimleyi Gertsch, 1984
- Nesticus bungonus Yaginuma, 1979
- Nesticus calilegua Ott & Lise, 2002
- Nesticus campus Gertsch, 1984
- Nesticus carolinensis (Bishop, 1950)
- Nesticus carpaticus Dumitrescu, 1979
- Nesticus carteri Emerton, 1875
- Nesticus caverna Gertsch, 1984
- Nesticus cellulanus (Clerck, 1757)
  - Nesticus cellulanus affinis Kulczyński, 1894
- Nesticus cernensis Dumitrescu, 1979
- Nesticus chikunii Yaginuma, 1980
- Nesticus citrinus (Taczanowski, 1874)
- Nesticus concolor Roewer, 1962
- Nesticus constantinescui Dumitrescu, 1979
- Nesticus cooperi Gertsch, 1984
- Nesticus coreanus Paik & Namkung, 1969
- Nesticus crosbyi Gertsch, 1984
- Nesticus delfini (Simon, 1904)
- Nesticus diaconui Dumitrescu, 1979
- Nesticus dilutus Gertsch, 1984
- Nesticus echigonus Yaginuma, 1986
- Nesticus eremita Simon, 1879
- Nesticus fagei Kratochvíl, 1933
- Nesticus flavidus Paik, 1978
- Nesticus furenensis Yaginuma, 1979
- Nesticus furtivus Gertsch, 1984
- Nesticus georgia Gertsch, 1984
- Nesticus gertschi Coyle & McGarity, 1992
- Nesticus gondai Yaginuma, 1979
- Nesticus gujoensis Yaginuma, 1979
- Nesticus henderickxi Bosselaers, 1998
- Nesticus higoensis Yaginuma, 1977
- Nesticus hoffmanni Gertsch, 1971
- Nesticus holsingeri Gertsch, 1984
- Nesticus idriacus Roewer, 1931
- Nesticus inconcinnus Simon, 1907
- Nesticus ionescui Dumitrescu, 1979
- Nesticus iriei Yaginuma, 1979
- Nesticus iwatensis Yaginuma, 1979
- Nesticus jamesoni Gertsch, 1984
- Nesticus jonesi Gertsch, 1984
- Nesticus kaiensis Yaginuma, 1979
- Nesticus karyuensis Yaginuma, 1980
- Nesticus kataokai Yaginuma, 1979
- Nesticus kunisakiensis Irie, 1999
- Nesticus kuriko Yaginuma, 1972
- Nesticus kyongkeomsanensis Namkung, 2002
- Nesticus latiscapus Yaginuma, 1972
  - Nesticus latiscapus kosodensis Yaginuma, 1972
- Nesticus libo Chen & Zhu, 2005
- Nesticus lindbergi Roewer, 1962
- Nesticus longiscapus Yaginuma, 1976
  - Nesticus longiscapus awa Yaginuma, 1978
  - Nesticus longiscapus draco Yaginuma, 1978
  - Nesticus longiscapus kiuchii Yaginuma, 1978
- Nesticus luquei Ribera & Guerao, 1995
- Nesticus lusitanicus Fage, 1931
- Nesticus maculatus Bryant, 1948
- Nesticus masudai Yaginuma, 1979
- Nesticus mikawanus Yaginuma, 1979
- Nesticus mimus Gertsch, 1984
- Nesticus monticola Yaginuma, 1979
- Nesticus morisii Brignoli, 1975
- Nesticus murgis Ribera & De Mas, 2003
- Nesticus nahuanus Gertsch, 1971
- Nesticus nasicus Coyle & McGarity, 1992
- Nesticus nishikawai Yaginuma, 1979
- Nesticus noroensis Mashibara, 1993
- Nesticus obcaecatus Simon, 1907
- Nesticus orghidani Dumitrescu, 1979
- Nesticus paynei Gertsch, 1984
- Nesticus pecki Hedin & Dellinger, 2005
- Nesticus plesai Dumitrescu, 1980
- Nesticus potreiro Ott & Lise, 2002
- Nesticus potterius (Chamberlin, 1933)
- Nesticus rainesi Gertsch, 1984
- Nesticus rakanus Yaginuma, 1976
- Nesticus ramirezi Ott & Lise, 2002
- Nesticus reclusus Gertsch, 1984
- Nesticus reddelli Gertsch, 1984
- Nesticus sbordonii Brignoli, 1979
- Nesticus secretus Gertsch, 1984
- Nesticus sedatus Gertsch, 1984
- Nesticus sheari Gertsch, 1984
- Nesticus shinkaii Yaginuma, 1979
- Nesticus shureiensis Yaginuma, 1980
- Nesticus silvanus Gertsch, 1984
- Nesticus silvestrii Fage, 1929
- Nesticus sodanus Gertsch, 1984
- Nesticus sonei Yaginuma, 1981
- Nesticus speluncarum Pavesi, 1873
- Nesticus stupkai Gertsch, 1984
- Nesticus stygius Gertsch, 1984
- Nesticus suzuka Yaginuma, 1979
- Nesticus taim Ott & Lise, 2002
- Nesticus takachiho Yaginuma, 1979
- Nesticus tarumii Yaginuma, 1979
- Nesticus tennesseensis (Petrunkevitch, 1925)
- Nesticus tosa Yaginuma, 1976
  - Nesticus tosa iwaya Yaginuma, 1976
  - Nesticus tosa niyodo Yaginuma, 1976
- Nesticus uenoi Yaginuma, 1972
- Nesticus unicolor Simon, 1895
- Nesticus vazquezae Gertsch, 1971
- Nesticus wiehlei Dumitrescu, 1979
- Nesticus yaginumai Irie, 1987
- Nesticus yamagatensis Yoshida, 1989
- Nesticus yamato Yaginuma, 1979
- Nesticus yesoensis Yaginuma, 1979
- Nesticus zenjoensis Yaginuma, 1978

## Typhlonesticus
Typhlonesticus Kulczyński, 1914
- Typhlonesticus absoloni (Kratochvíl, 1933)